# Oscar Abbott
Oscar Bergstrom Abbott (* 8. Oktober 1890 in San Antonio, Texas; † 1. Oktober 1969) war ein US-amerikanischer Brigadegeneral der US Army.

## Leben
Abbott war das vierte von sechs Kindern des aus England eingewanderten Thomas Henry Abbott, Sr. sowie dessen Ehefrau Johanna Heiligmann. Er absolvierte eine Offiziersausbildung und fand danach verschiedene Verwendungen in der US Army. Am 1. Juli 1940 wurde er zum Oberstleutnant (Lieutenant-Colonel) sowie am 24. Dezember 1941 zum Oberst (Colonel) befördert und war bis Juni 1942 Leiter verschiedener Referate im Generalstab im Kriegsministerium (US Department of War). Danach befasste er sich zwischen Juni 1942 und Mai 1944 als Offizier im Hauptquartier mit Versorgungsfragen und wurde am 26. April 1943 zum Brigadegeneral (Brigadier-General) befördert. Danach war er von Mai 1944 bis Februar 1946 Kommandant von Camp Beale in der Nähe von Marysville. Auf diesem Trainingsstützpunkt der US Army für die 13th Armored Division, die 81st Infantry Division und 96th Infantry Division lebten während des Zweiten Weltkrieges 60.000 US-Soldaten, außerdem wurde dort ein 1000-Betten-Hospital eingerichtet und es wurde als Lager für Kriegsgefangene genutzt.
Nach Kriegsende wurde Abbott am 25. April 1947 in den Dienstgrad eines Obersts zurückversetzt, ehe er am 31. Oktober 1950 mit dem Rang eines Brigadegenerals in den Ruhestand versetzt wurde. Er war in erster Ehe mit Elizabeth Stephens und in zweiter Ehe mit Henrietta Hummel. Nach seinem Tode wurde er auf dem Fort Sam Houston National Cemetery beigesetzt.